# Џудит Андерсон
Џудит Андерсон (енгл. Judith Anderson) је била аустралијска глумица, рођена 10. фебруара 1897. године у Аделејду као Франсис Маргарет Андерсон (енгл. Frances Margaret Anderson), а преминула 3. јануара 1992. године у Санта Барбари.

## Филмографија
| Улоге Џудит Андерсон |                                       |               |                            |          |
| Година               | Српски назив                          | Изворни назив | Улога                      | Напомена |
| 1940.                | Ребека                                |               | госпођа Денверс            |          |
| 1944.                | Лора                                  |               | Ен Тридвел                 |          |
| 1945.                | И не оста ниједан                     |               | Емили Брент                |          |
| 1956.                | Десет заповести                       |               | Мемнет                     |          |
| 1958.                | Мачка на усијаном лименом крову       |               | Ајда Полит „Велика Мамица” |          |
| 1984.                | Звездане стазе III: Потрага за Споком |               | Т’Лар                      |          |